# IC 1439
IC 1439 је спирална галаксија у сазвјежђу Водолија која се налази на листи објеката дубоког неба у Индекс каталогу.
Деклинација објекта је - 21° 29' 8" а ректасцензија 22h 16m 40,2s. Привидна величина (магнитуда) објекта IC 1439 износи 13,8 а фотографска магнитуда 14,7. IC 1439 је још познат и под ознакама ESO 602-2, MCG -4-52-30, PGC 68476.